# Thomaz Bellucci
Thomaz Bellucci (Tietê, 30 december 1987) is een professioneel tennisspeler uit Brazilië.

## Palmares
| Legenda                       | Legenda               |
| ----------------------------- | --------------------- |
| Grand Slam                    |                       |
| Olympische Spelen             |                       |
| tot 2009                      | vanaf 2009            |
| Tennis Masters Cup            | ATP Finals            |
| ATP Masters Series            | ATP Tour Masters 1000 |
| ATP International Series Gold | ATP Tour 500          |
| ATP International Series      | ATP Tour 250          |

### Enkelspel
| Nr.                          | Datum            | Toernooi            | Ondergrond    | Tegenstander in finale   | Score            | Details |
| ---------------------------- | ---------------- | ------------------- | ------------- | ------------------------ | ---------------- | ------- |
| Gewonnen finales             |                  |                     |               |                          |                  |         |
| 1.                           | 2 augustus 2009  | ATP Gstaad (1)      | Gravel        | Andreas Beck             | 6-4, 7-6         | Details |
| 2.                           | 7 februari 2010  | ATP Santiago        | Gravel        | Juan Monaco              | 6-2, 0-2, 6-4    | Details |
| 3.                           | 22 juli 2012     | ATP Gstaad (2)      | Gravel        | Janko Tipsarević         | 6-7(6), 6-4, 6-2 | Details |
| 4.                           | 24 mei 2015      | ATP Genève          | Gravel        | João Sousa               | 7-6(4), 6-4      | Details |
| Verloren finales             |                  |                     |               |                          |                  |         |
| 1.                           | 14 februari 2009 | ATP Costa do Sauípe | Gravel        | Tommy Robredo            | 3-6, 6-3, 4-6    | Details |
| 2.                           | 21 oktober 2012  | ATP Moskou          | Hardcourt (i) | Andreas Seppi            | 6-3, 6-7(3), 3-6 | Details |
| 3.                           | 7 februari 2016  | ATP Quito           | Gravel        | Víctor Estrella Burgos   | 6-4, 6-7(5), 2-6 | Details |
| 4.                           | 16 april 2017    | ATP Houston         | Gravel        | Steve Johnson            | 4-6, 6-4, 6-7(5) | Details |
| Gewonnen finales challengers |                  |                     |               |                          |                  |         |
| 1.                           | 2 maart 2008     | Santiago            | Gravel        | Eduardo Schwank          | 6-4, 7-6(3)      |         |
| 2.                           | 20 april 2008    | Florianopolis       | Gravel        | Franco Ferreiro          | 4-6, 6-4, 6-2    |         |
| 3.                           | 4 mei 2008       | Tunis               | Gravel        | Dusan Vemic              | 6-2, 6-4         |         |
| 4.                           | 11 mei 2008      | Rabat               | Gravel        | Martín Vassallo Argüello | 6-2, 6-2         |         |
| 5.                           | 19 juli 2009     | Rimini              | Gravel        | Juan Pablo Brzezicki     | 3-6, 6-3, 6-1    |         |
| 6.                           | 1 november 2009  | São Paulo           | Gravel        | Nicolas Lapentti         | 6-4, 6-4         |         |
| 7.                           | 7 juli 2012      | Braunschweig        | Gravel        | Tobias Kamke             | 7-6(4), 6-3      |         |
| 8.                           | 3 november 2013  | Montevideo          | Gravel        | Diego Schwartzman        | 6-4, 6-4         |         |

### Dubbelspel
| Nr.                                       | Datum             | Toernooi           | Ondergrond    | Partner                | Tegenstanders in finale             | Score               | Details |
| ----------------------------------------- | ----------------- | ------------------ | ------------- | ---------------------- | ----------------------------------- | ------------------- | ------- |
| Gewonnen finales heren dubbel             |                   |                    |               |                        |                                     |                     |         |
| 1.                                        | 14 juli 2013      | ATP Stuttgart      | Gravel        | Facundo Bagnis         | Tomasz Bednarek Mateusz Kowalczyk   | 2-6, 6-4, [11-9]    | Details |
| Verloren finales heren dubbel             |                   |                    |               |                        |                                     |                     |         |
| 1.                                        | 7 februari 2016   | ATP Quito          | Gravel        | Marcelo Demoliner      | Pablo Carreno Busta Guillermo Durán | 5-7, 4-6            | Details |
| 2.                                        | 24 februari 2019  | ATP Rio de Janeiro | Gravel        | Rogério Dutra da Silva | Máximo González Nicolás Jarry       | 7-6(3), 3-6, [7-10] | Details |
| Gewonnen finales heren dubbel challengers |                   |                    |               |                        |                                     |                     |         |
| 1.                                        | 21 oktober 2007   | Bogota             | Hardcourt     | Bruno Soares           | Marcel Granollers Santiago Ventura  | 6-4, 4-6, [11-9]    |         |
| 2.                                        | 4 mei 2008        | Tunis              | Gravel        | Bruno Soares           | Jean-Claude Scherrer Nicolas Tourte | 6-3, 6-4            |         |
| 3.                                        | 28 september 2014 | Orléans            | Hardcourt (i) | André Sa               | James Cerretani Andreas Siljeström  | 5-7, 6-4, [10-8]    |         |

## Resultaten grote toernooien
| Legenda | Legenda                          |
| ------- | -------------------------------- |
| g.t.    | geen toernooi gehouden           |
| l.c.    | lagere categorie                 |
| –       | niet deelgenomen                 |
| G       | uitgeschakeld in de groepsfase   |
| 1R      | uitgeschakeld in de eerste ronde |
| 2R      | uitgeschakeld in de tweede ronde |
| 3R      | uitgeschakeld in de derde ronde  |
| 4R      | uitgeschakeld in de vierde ronde |
| KF      | uitgeschakeld in de kwartfinale  |
| HF      | uitgeschakeld in de halve finale |
| F       | de finale verloren               |
| W       | het toernooi gewonnen            |
| w-v     | winst/verlies-balans             |

### Enkelspel
| toernooi             | 2008 | 2009 | 2010 | 2011 | 2012 | 2013 | 2014 | 2015 | 2016 | 2017 | 2018 |
| -------------------- | ---- | ---- | ---- | ---- | ---- | ---- | ---- | ---- | ---- | ---- | ---- |
| grandslamtoernooien  |      |      |      |      |      |      |      |      |      |      |      |
| Australian Open      | –    | 1R   | 2R   | 2R   | 2R   | 1R   | 2R   | 1R   | 2R   | 1R   | –    |
| Roland Garros        | 1R   | 1R   | 4R   | 3R   | 1R   | –    | 2R   | 2R   | 1R   | 2R   | 1R   |
| Wimbledon            | 2R   | –    | 3R   | 1R   | 1R   | –    | –    | 1R   | 2R   | 1R   |      |
| US Open              | 2R   | 2R   | 2R   | 1R   | 1R   | 1R   | 2R   | 3R   | 1R   | 1R   |      |
| ATP Masters 1000     |      |      |      |      |      |      |      |      |      |      |      |
| Indian Wells         | –    | 2R   | 3R   | 3R   | 4R   | 1R   | –    | 1R   | 2R   | 1R   | –    |
| Miami                | –    | 1R   | 4R   | 2R   | 1R   | 3R   | –    | 3R   | 2R   | 2R   | –    |
| Monte Carlo          | –    | –    | 1R   | 1R   | 3R   | 1R   | –    | –    | 1R   | –    | –    |
| Madrid               | l.c. | –    | 2R   | HF   | 1R   | –    | –    | 2R   | 1R   | 1R   | –    |
| Rome                 | –    | 1R   | 3R   | 1R   | 1R   | –    | –    | 3R   | 3R   | 1R   | –    |
| Montréal/Toronto     | 1R   | –    | 1R   | 2R   | –    | 1R   | –    | 2R   | –    | –    |      |
| Cincinnati           | 1R   | –    | 2R   | 1R   | –    | 1R   | –    | 2R   | –    | –    |      |
| Shanghai             | l.c. | 2R   | 2R   | 1R   | 1R   | –    | –    | 2R   | –    | –    |      |
| Parijs               | –    | –    | 2R   | 1R   | 1R   | –    | –    | 2R   | –    | –    |      |
| olympisch            |      |      |      |      |      |      |      |      |      |      |      |
| Olympische Spelen    | 1R   | g.t. | g.t. | g.t. | 1R   | g.t. | g.t. | g.t. | KF   | g.t. | g.t. |
| statistieken         |      |      |      |      |      |      |      |      |      |      |      |
| totaal aantal titels | 0    | 1    | 1    | 0    | 1    | 0    | 0    | 1    | 0    | 0    | 0    |
| eindejaarsranking    | 85   | 36   | 31   | 37   | 33   | 125  | 65   | 37   | 61   | 113  |      |

### Dubbelspel
| toernooi             | 2008 | 2009 | 2010 | 2011 | 2012 | 2013 | 2014 | 2015 | 2016 | 2017 |
| -------------------- | ---- | ---- | ---- | ---- | ---- | ---- | ---- | ---- | ---- | ---- |
| grandslamtoernooien  |      |      |      |      |      |      |      |      |      |      |
| Australian Open      | –    | –    | 1R   | –    | 1R   | KF   | –    | –    | 2R   | 1R   |
| Roland Garros        | –    | –    | –    | –    | –    | –    | –    | 1R   | 1R   | 1R   |
| Wimbledon            | 1R   | –    | –    | –    | 1R   | –    | –    | 2R   | –    | 1R   |
| US Open              | –    | 1R   | –    | –    | 2R   | –    | –    | 2R   | 3R   | –    |
| ATP Masters 1000     |      |      |      |      |      |      |      |      |      |      |
| Indian Wells         | –    | –    | 2R   | 1R   | –    | –    | –    | –    | 2R   | –    |
| Miami                | –    | –    | 2R   | –    | 1R   | 1R   | –    | 2R   | 1R   | –    |
| Monte Carlo          | –    | –    | 1R   | –    | –    | –    | –    | –    | –    | –    |
| Madrid               | l.c. | –    | 1R   | 2R   | –    | –    | –    | –    | 2R   | –    |
| Rome                 | –    | –    | –    | –    | –    | –    | –    | –    | –    | –    |
| Montréal/Toronto     | –    | –    | 1R   | –    | –    | –    | –    | –    | –    | –    |
| Cincinnati           | –    | –    | 1R   | –    | –    | –    | –    | –    | –    | –    |
| Shanghai             | l.c. | –    | 2R   | KF   | 1R   | –    | –    | –    | –    | –    |
| Parijs               | –    | –    | 1R   | –    | –    | –    | –    | 1R   | –    | –    |
| olympisch            |      |      |      |      |      |      |      |      |      |      |
| Olympische Spelen    | –    | g.t. | g.t. | g.t. | 1R   | g.t. | g.t. | g.t. | 2R   | g.t. |
| statistieken         |      |      |      |      |      |      |      |      |      |      |
| totaal aantal titels | 0    | 0    | 0    | 0    | 0    | 1    | 0    | 0    | 0    | 0    |
| eindejaarsranking    | 152  | 484  | 178  | 207  | 211  | 80   | 465  | 151  | 102  | 405  |